# Afterlife (livro)
Afterlife ou Além da vida é o quarto livro da série Noite Eterna da consagrada escritora Claudia Gray.

## Sinopse
Depois da inesperada transformação da personagem principal, Bianca, em espectro e do seu eterno amor Lucas em vampiro, o casal vê-se numa série de dificuldades para manter o seu relacionamento e controlar a sede de sangue de Lucas.